# Val di Sole

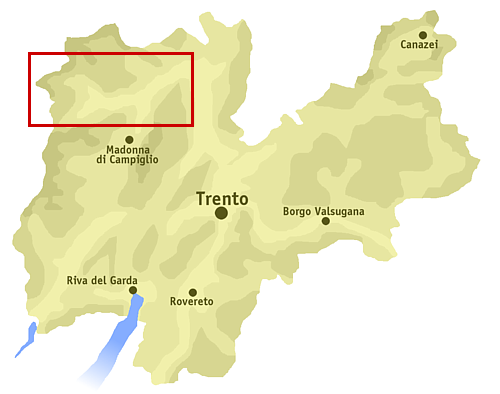
Położenie Val di Sole

Val di Sole (Dolina Słońca) – określenie obszaru w północnych Włoszech, w regionie Trydent-Górna Adyga, obejmującego dolinę rzeki Noce oraz przyległe doliny jej dopływów (Val di Peio i Val di Rabbi). Val di Sole obejmuje obszar około 610 km², otoczona jest masywami górskimi Adamello, Grupa Brenta oraz Ortler, a rozciąga się od przełęczy Tonale na zachodzie do miejscowości Mostizzolo, która stanowi granicę z Val di Non na wschodzie. 
Nazwa Val di Sole nie pochodzi etymologicznie od słońca, najprawdopodobniej natomiast ma źródłosłów celtycki. Jedna z teorii wywodzi nazwę od celtyckiego bóstwa wód Sulisa, co miałoby związek ze źródłami wód termalnych w Val di Rabbi. Mieszkańcy rejonu określani są lokalnie jako solandri.

Podział prowincji Trydent na rejony (Val di Sole na północnym zachodzie)

Na terenie Val di Sole leży 14 gmin (Cavizzana, Caldes, Terzolas, Malè, Rabbi, Croviana, Monclassico, Dimaro, Commezzadura, Mezzana, Pellizzano, Ossana, Peio, Vermiglio). Głównym miastem jest Malè, połączone linią kolejową ze stolicą regionu - Trydentem.
Ważną rolę w ekonomii rejonu odgrywa turystyka, zarówno letnia, jak i zimowa. Val di Sole jest popularnym ośrodkiem narciarskim (główne stacje to Folgarida-Marilleva, Peio oraz Tonale), na którego trasach odbywały się między innymi zawody Pucharu Świata w narciarstwie. W dolinie rozegrano również mistrzostwa świata w snowboardingu (1999), kajakarstwie górskim (1993) i kolarstwie górskim (2008).